# Héboïdophrénie
L’héboïdophrénie est une forme de schizophrénie désorganisée dont les symptômes déficitaires induisent un comportement antisocial (psychopathique).

## Description
L'héboïdophrénie est une psychopathologie du groupe des schizophrénies. Elle est considérée comme une forme moins dommageable de l'hébéphrénie. Socialement parlant, elle est plus dommageable pour la société puisqu'elle est une psychopathologie criminogène, le passage à l'acte étant fréquent. Les symptômes négatifs de la schizophrénie — repli autistique, perte de l'affectivité, etc. — dominent avec les troubles du comportement — délinquance, agressivité, consommation de drogue, etc. — du registre psychopathique, et le syndrome dissociatif de la schizophrénie y est souvent masqué par ces mêmes troubles du comportement.
Cette forme de schizophrénie est souvent difficile à distinguer de la psychopathie, le terme pseudo-psychopathie est parfois employé pour la qualifier, ou encore « tic et pat » (« psychotique » et « psychopathe »), dans le sens où le patient présente une structure psychotique infraclinique[pas clair] avec des aménagements psychopathiques au premier plan dans les périodes de stabilité et une symptomatologie du registre de la psychose lors de périodes de décompensation. L'héboïdophrénie peut se compliquer de délires hallucinatoires.

## Évolution
L'héboïdophrénie peut évoluer vers l'hébéphréno-catatonie ou plus rarement vers la démence globale.

## Terminologie
Le terme « héboïdophrénie » a été employé pour la première fois vers 1890 par Karl Kahlbaum à partir du mot hébéphrénie. Le DSM-IV ne reconnaît pas l'héboïdophrénie comme une forme à part entière, et utilise les termes de « schizophrénie désorganisée » (hébéphrénique) ou de « schizophrénie indifférenciée ».

## Représentation au cinéma
- Mastemah, film d'horreur français (2022), dans lequel un personnage est diagnostiqué héboïdophrène — cependant, le diagnostic est jugé incorrect par un critique[3].